# Municipio de South Ottawa
El municipio de South Ottawa (en inglés: South Ottawa Township) es un municipio ubicado en el condado de LaSalle en el estado estadounidense de Illinois. En el año 2010 tenía una población de 8290 habitantes y una densidad poblacional de 152,03 personas por km².

## Geografía
El municipio de South Ottawa se encuentra ubicado en las coordenadas 41°18′30″N 88°51′29″O / 41.30833, -88.85806. Según la Oficina del Censo de los Estados Unidos, el municipio tiene una superficie total de 54.53 km², de la cual 50.95 km² corresponden a tierra firme y (6.57%) 3.58 km² es agua.

## Demografía
Según el censo de 2010, había 8290 personas residiendo en el municipio de South Ottawa. La densidad de población era de 152,03 hab./km². De los 8290 habitantes, el municipio de South Ottawa estaba compuesto por el 94.89% blancos, el 1.35% eran afroamericanos, el 0.19% eran amerindios, el 0.92% eran asiáticos, el 0.04% eran isleños del Pacífico, el 1.39% eran de otras razas y el 1.23% pertenecían a dos o más razas. Del total de la población el 5.25% eran hispanos o latinos de cualquier raza.